# Justitia

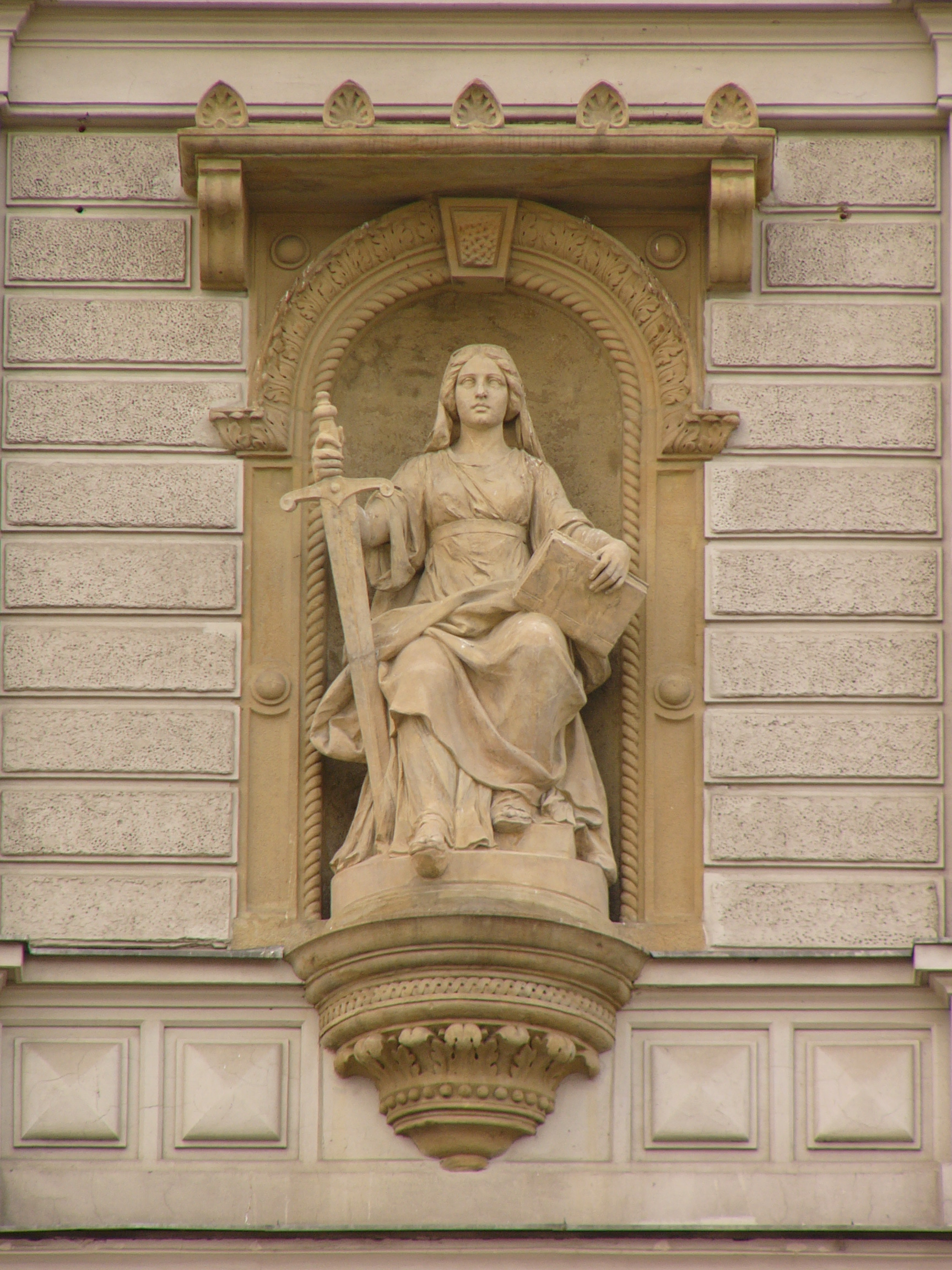
Fru Justitia, symbolen för rättvisan, som utsmyckning på en domstolsbyggnad; här dock inte framställd med sina vanliga attribut.

Justitia (latin: Iustitia; uttalas [justi'tsia]), fru Justitia, rättvisans gudinna i romersk mytologi. Hon motsvarade den grekiska mytologins Dike, men användes även som allmän personifikation av rättvisa och fungerade ibland som motsvarighet till Dikes mor Themis. I vår tid används hon som en personifikation av juridiken, lagen och rättvisan. Inom katolicismen är justitia benämningen på rättvisan, en av de fyra kardinaldygderna.

## Mytologi
Justitia skall då människosläktet alltmer försämrades ha lämnat jorden, och blivit till stjärnbilden Jungfrun.

## Avbildning
Hon avbildas oftast med en balansvåg i ena handen och ett svärd i den andra. I modern tid har det också blivit populärt att förse justitia med ögonbindel. Ögonbindeln skall symbolisera allas likhet under lagarna (objektivitetsprincipen). Balansvågen står för rättvisa och svärdet är en symbol för makt.
Justitia brukar finnas som staty utanför eller i domstolar i många delar av världen och avbildad som statyett eller tavla hos många jurister. På bilden till höger syns Justitia utan ögonbindel och med en lagbok istället för balansvåg.
Justitia är tillsammans med Prudentia sköldhållare i Landskrona kommunvapen.

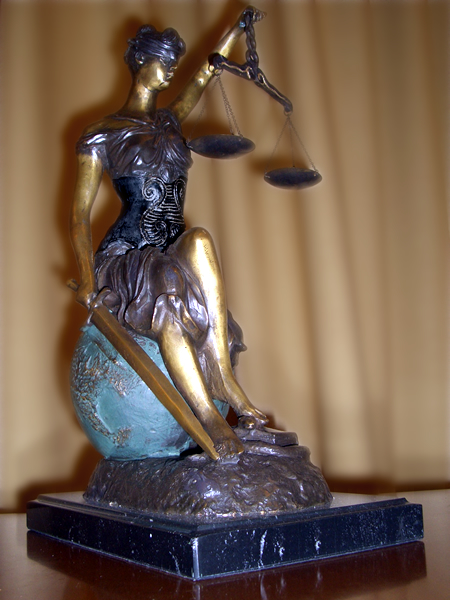
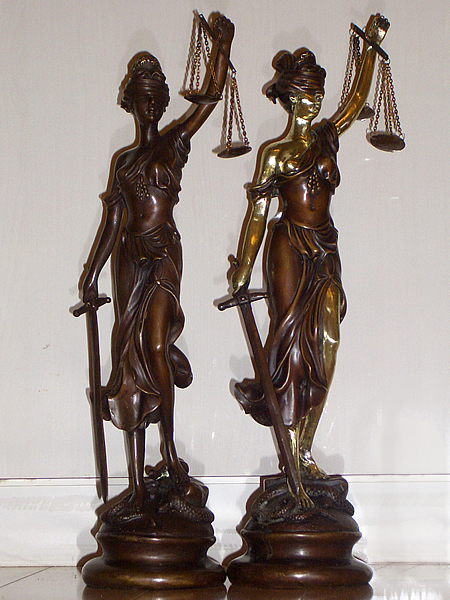
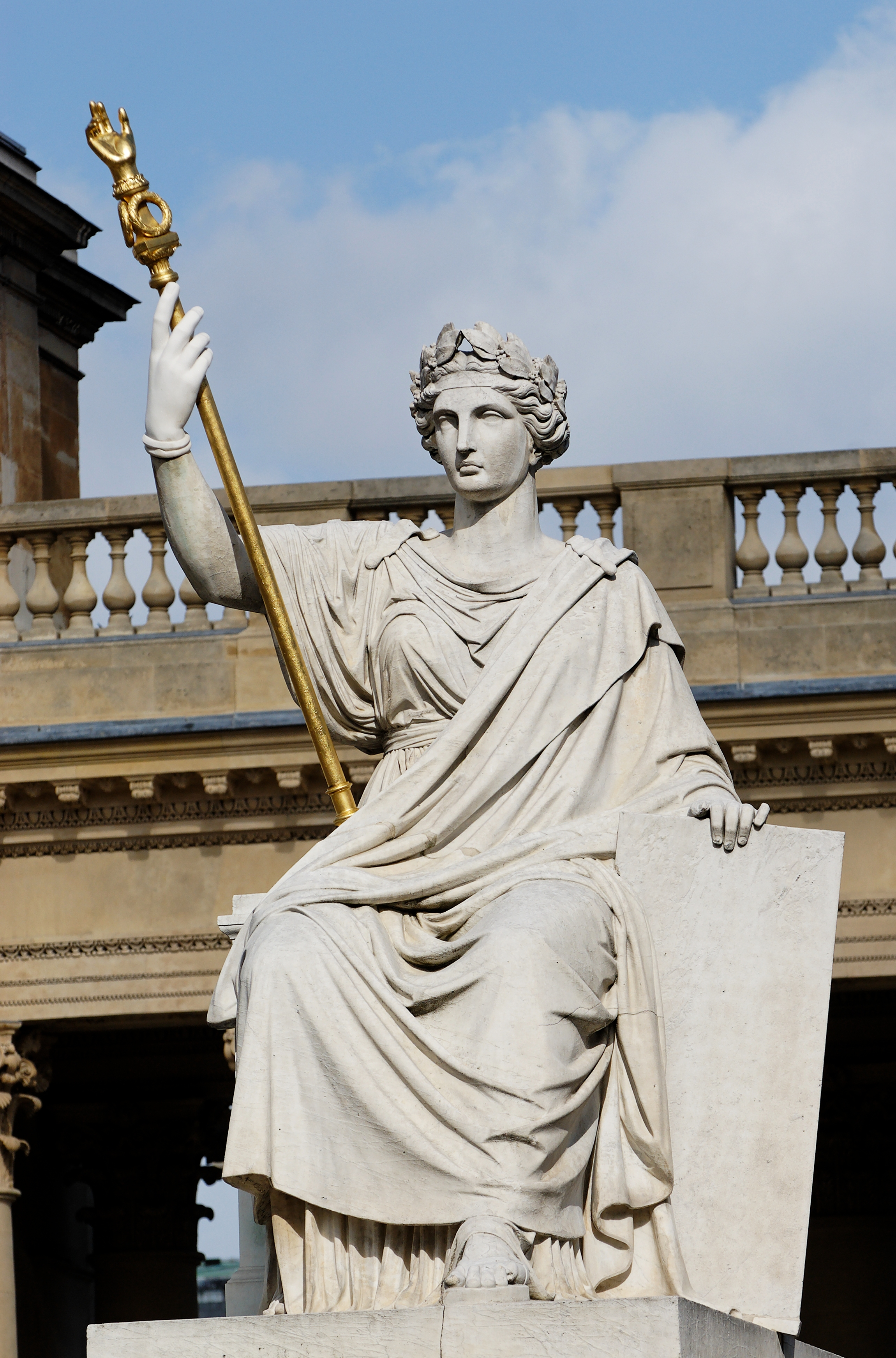
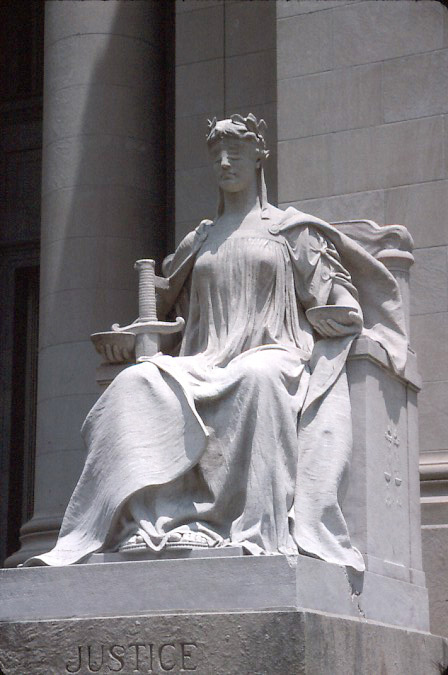
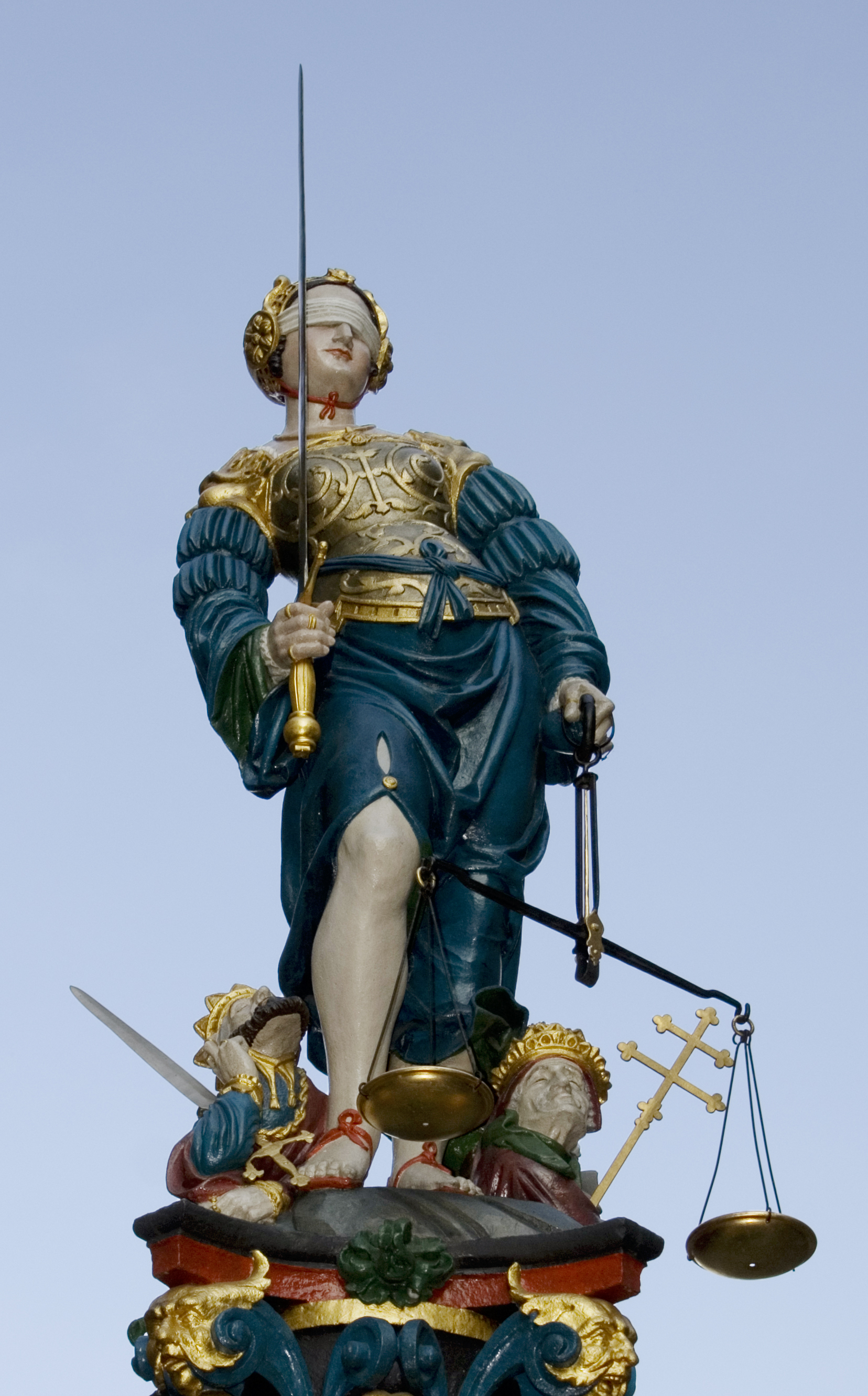